# Bialogue
Bialogue (сочетание слов «бисексуал» и «диалог») — группа американских активистов, начинавшая в Нью-Йорке и работающая над вопросами, представляющими местный, национальный и международный интерес для бисексуальных, флюидных, пансексуальных, квир-сообществ и их союзников. Миссия Bialogue состоит в том, чтобы развеять мифы и стереотипы о бисексуальности, решить проблему бифобии и бисексуального стирания, информировать общественность о фактах и реалиях бисексуальности и защищать бисексуальное сообщество. Его лозунг: «Действовать, а не просто нападать».

## История
Bialogue был основан в 2005 году и представляет собой слияние двух старых общественных/политических групп из Нью-Йорка: BiPAC и Коалиции за единство и инклюзивность.
BiPAC (сокращение от «Комитет политических действий бисексуалов» — Bisexual Political Action Committee), основанный в 1989 году, был откровенно воинственной политической группой активистов, посвятившей себя противодействию и искоренению бифобии и бисексуального стирания. В дополнение к работе над проблемами, эксклюзивными для бисексуального сообщества Нью-Йорка, BiPAC также работал вместе с другими нью-йоркскими ЛГБТ и прогрессивными группами своего времени, включая ACT UP, Queer Nation, Ирландскую организацию лесбиянок и геев, Children of the Rainbow, Por Los Niños и Коалицию за районную альтернативу (CoDA).
Коалиция за единство и инклюзивность (основана в 2000 году) представляла собой коалицию бисексуальных и трансгендерных активистов, получивших поддержку со стороны настроенных на реформы директоров более традиционных ЛГБТ-организаций, либеральных политиков, а также широких масс бисексуальных и трансгендерных сообществ. Они использовали такие тактики, как кампании по написанию писем, сборы петиций и новаторскую «кампанию обратной связи» (англ. feedback campaign) для достижения своих целей.
Первоначальным стимулом для основания как BiPAC, так и Коалиции за единство и инклюзивность была борьба со случаями вопиющей бифобии в более крупном ЛГБТ-сообществе Нью-Йорка. Bialogue, возникший в ответ на шумиху по поводу «Исследования Бейли», в котором пытались аннулировать саму бисексуальность, всегда тесно сотрудничал с такими известными бисексуальными организациями, как BiNet USA, Фонд бисексуалов и Ресурсный центр бисексуалов, а также основными ЛГБТ-группами, такими как GLAAD.